# Uloborus eberhardi
Espèce
Uloborus eberhardi est une espèce d'araignées aranéomorphes de la famille des Uloboridae.

## Distribution
Cette espèce est endémique du Costa Rica.

## Description
Les femelles mesurent de 3,4 à 3,7 mm.

## Étymologie
Cette espèce est nommée en l'honneur de William G. Eberhard.

## Publication originale
- Opell, 1981 : New Central and South American Uloboridae (Arachnida, Araneae). Bulletin of the American Museum of Natural History, no 170, p. 219-228 (texte intégral).